# Blade II
Blade II és un pel·lícula estatunidenca d'acció sobre vampirs de l'any 2002, dirigida per Guillermo del Toro i protagonitzada per Wesley Snipes i Kris Kristofferson, i és una seqüela de Blade.

## Argument
Blade va ser un inesperat èxit de taquilla a nivell mundial. La seva seqüela era per tant un projecte irrenunciable, que arriba amb el mateix protagonista de la primera aventura (Wesley Snipes) i un pressupost notablement superior en mans de Guillermo del Toro, expert director de cinema de terror i ciència-ficció autor d'èxits com Mimic, Cronos. En Blade II el seu protagonista es veu obligat a aliar-se
A Blade II el seu protagonista es veu obligat a aliar-se amb un grup de vampirs liderat pel seu major enemic, per lluitar contra una nova classe de criatures que s'alimenten no només d'humans, sinó també dels propis vampirs. Blade haurà de decidir si pot confiar en els que fins aquell moment eren els seus majors enemics, mentre busca la forma de derrotar a aquesta nova encarnació del mal que està a punt de dominar carrers i imposar el seu regnat de terror.

## Repartiment
- Wesley Snipes: Blade
- Kris Kristofferson: Abraham Whistler
- Ron Perlman: Reinhardt
- Leonor Varela: Nyssa Damaskinos
- Norman Reedus: Josh / Scud
- Thomas Kretschmann: Eli Damaskinos
- Luke Goss: Jared Nomak
- Matt Schulze: Chupa
- Danny John-Jules: Asad
- Donnie Yen: Snowman
- Karel Roden: Karel Kounen
- Marit Velle Kile: Verlaine
- Darren "Daz" Crawford: Lighthammer
- Tony Curran: sacerdot
- Santiago Segura: Rush

## Música
Banda sonora de la pel·lícula Blade II
| Núm.          | Títol                             | Cantant                                        | Durada |
| ------------- | --------------------------------- | ---------------------------------------------- | ------ |
| 1.            | «Blade» (Theme from Blade)        | Danny Saber i Marco Beltrami                   | 3:04   |
| 2.            | «Cowboy»                          | Eve i Fatboy Slim                              | 5:31   |
| 3.            | «I Against I»                     | Mos Def] and Massive Attack                    | 5:40   |
| 4.            | «Right Here, Right Now»           | Ice Cube i Paul Oakenfold                      | 4:10   |
| 5.            | «Tao of the Machine»              | The Roots i BT                                 | 3:16   |
| 6.            | «Child of the Wild West»          | Cypress Hill i Roni Size                       | 4:14   |
| 7.            | «The One»                         | Busta Rhymes / Silkk the Shocker i Dub Pistols | 3:44   |
| 8.            | «We Be Like This»                 | Fabolous / Jadakiss i Danny Saber              | 5:45   |
| 9.            | «Gorillaz on My Mind»             | Redman i Gorillaz                              | 4:29   |
| 10.           | «Gangsta Queens»                  | Trina / Rah Digga i Groove Armada              | 3:54   |
| 11.           | «PHDream»                         | Bubba Sparxxx i The Crystal Method             | 3:52   |
| 12.           | «Raised in the Hood»              | Volume 10 i Roni Size                          | 3:26   |
| 13.           | «Gettin' Aggressive» (Mowo! Mix)  | Mystikal and Moby                              | 3:38   |
| 14.           | «Mind What You Say» (Bonus track) | Buppy                                          | 3:59   |
| Durada total: | Durada total:                     | Durada total:                                  | 55:62  |

## Premis i nominacions
| Any  | Premi                           | Guardó                             | Categoria   | Actor                                                 | Resultat   |
| ---- | ------------------------------- | ---------------------------------- | ----------- | ----------------------------------------------------- | ---------- |
| 2002 | Premis Saturn                   | Cinescape Genre Face of the Future | Actor       | Luke Goss                                             | Nominat    |
| 2002 | Premis Bogey                    | Bogey                              | Pel·lícula  |                                                       | Guanyadora |
| 2003 | Premis Saturn                   | Saturn                             | Pel·lícula  |                                                       | Nominat    |
| 2003 | Premis Saturn                   | Saturn                             | Maquillatge | Michelle Taylor, Gary Matanky, Bob Newton, Mark Boley | Nominat    |
| 2003 | ASCAP Film and Television Music | ASCAP                              | Música      | Marco Beltrami                                        | Guanyadora |
| 2003 | ASCAP Film and Television Music | ASCAP                              | Música      | Marco Beltrami                                        | Guanyadora |
| 2003 | Premis World Stunt              | Taurus                             | Lluita      | Clayton J. Barber, Clay Donahue Fontenot              | Guanyadora |

## Anecdotari
- Durant el rodatge, Wesley Snipes va ser hospitalitzat per nombroses cremades que va rebre com a resultat de diferents escenes amb el qual hi havia foc.[4]
- En moltes de les escenes que apareixen pantalles de televisors, podem veure que apareixen imatges de diferents capítols de la sèrie d'animació The Powerpuff Girls (Les super nenes), dirigida per Guillermo del Toro.[4]
- Michael Jackson havia de tenir un petit paper en la pel·lícula, però el final va quedar fora del projecte.[4]
- El dolent de la seqüela originalment havia de ser Morbius (El vampir vivent que va aparèixer per primera vegada en Amazing Spider-man #101)[4]
- El primer cap de setmana la pel·lícula va recaptar 4.100.000 $[4]
- Quan Rush (Santiago Segura) porta en Blade en l'amagatall on hi ha diversos vampirs, el que diu en idioma vampir surt traduït el castellà com: Obri la porta pero si ho escoltem detingudament, s'escolta en la frase: Torrente 3)[4][5]
- Asia Argento, Kristanna Loken, Elena Anaya i Rhona Mitra eren altres candidates a fer el paper de Nyssa[4]

## La saga
- Blade (1998)
- Blade: Trinity (2004)
- Blade: The Series (2006)